# Heilig-Kreuz-Kapelle (Tiengen)

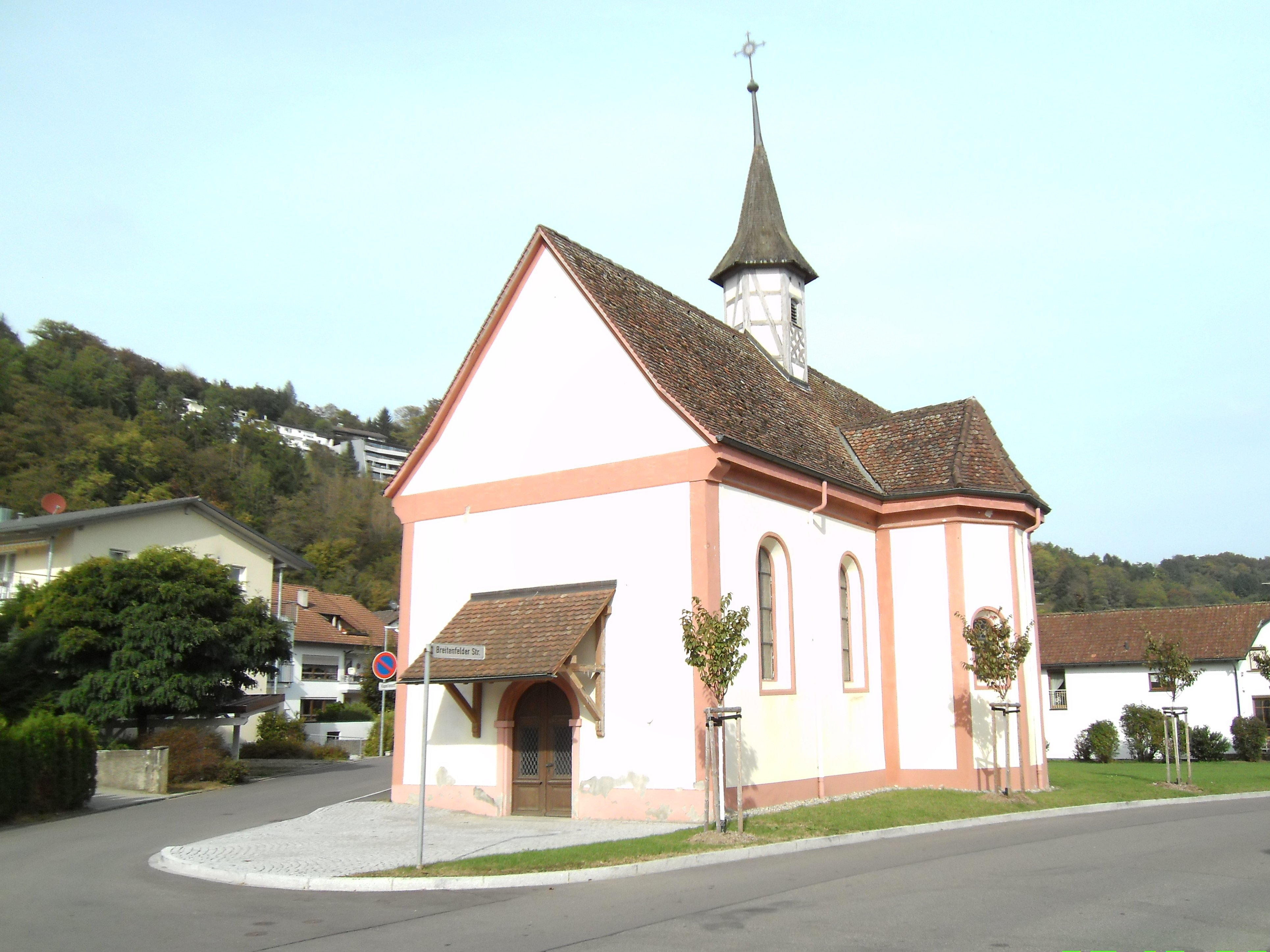
Heilig-Kreuz-Kapelle, Tiengen

Die Heilig-Kreuz-Kapelle ist eine Wallfahrtskapelle in der Stadt Tiengen, heute Waldshut-Tiengen.

## Geschichte
Erstmals genannt wird die Heilig-Kreuz-Kapelle im Jahr 1509. Nach der Überlieferung soll ein Neubau von der Gemahlin Rudolfs V., von Sulz, Margarete von Waldburg-Sonnenberg, gestiftet worden sein. Der Bau von 1525 stand bis 1629. In diesem Jahr muss wiederum ein völliger Neubau erfolgt sein. Dessen Baustil spiegelt den Übergang von der Renaissance zum Barock.
Die Kapelle diente von 1874 bis 1907 als Gotteshaus der 1872 gegründeten altkatholischen Gemeinde. Der Tatsache, dass zur Zeit der beiden Weltkriege die Heilig-Kreuz-Kapelle in Diensten der altkatholischen Gemeinde in Tiengen stand und nur eine Glocke für diese Gemeinde da war, verdankt die Glocke auf
dem Dachreiter der Kapelle ihr Überleben. Die Glocke mit ca. 65 kg war 1651 von dem Stück- und Rothgießer Hans Konrad Flach (1641 Meister; † 13. Febr. 1682) in Schaffhausen gegossen worden. 1972 wurde im Zuge einer umfassenden Restauration eine elektrische „Läutemaschine“ eingebaut.
Die Altkatholiken hatten, nachdem sie in der Friedhofskapelle waren, auch die Stadtpfarrkirche Mariä Himmelfahrt zur Benutzung erhalten, daher erbaute die Katholische Gemeinde eine Notkirche, diese wurde am 8. August 1875 durch den Bischof Lothar von Kübel benediziert. Dieser Bau war es, der viele dazu bewog, wieder zur Katholischen Kirche zurückzukehren. Die Altkatholiken gaben die Heilig-Kreuz-Kapelle und den Kapellenfonds am 15. Januar 1960 an die Katholiken zurück. Zuvor waren schon Paramente und die barocke Sonnenmonstranz zurückgegeben worden.

## Ausstattung
Ihr entstammt das Wallfahrtskreuz aus dem Jahr 1681 mit dem Wappen des Stadtpfarrers von Tiengen (1670–1687), Johann Mauritius von Broßwalden. Er war ein Sohn aus zweiter Ehe des Rudolf Ringnold von Broßwalden, dessen Epitaph befindet sich an der Südwand der Friedhofskapelle in Tiengen. Der Langbau wird von einem kleinen Querbau gekreuzt und auf dem Dach befindet sich ein kleiner Fachwerkaufbau, ein Dachreiter mit Glöcklein. Die Kapelle liegt unterhalb des Osterbrünnele an einem Aufstieg zum Vitibuck, hier befand sich einst ein vierzehn Stationen umfassender Kreuzweg (bis 1822).

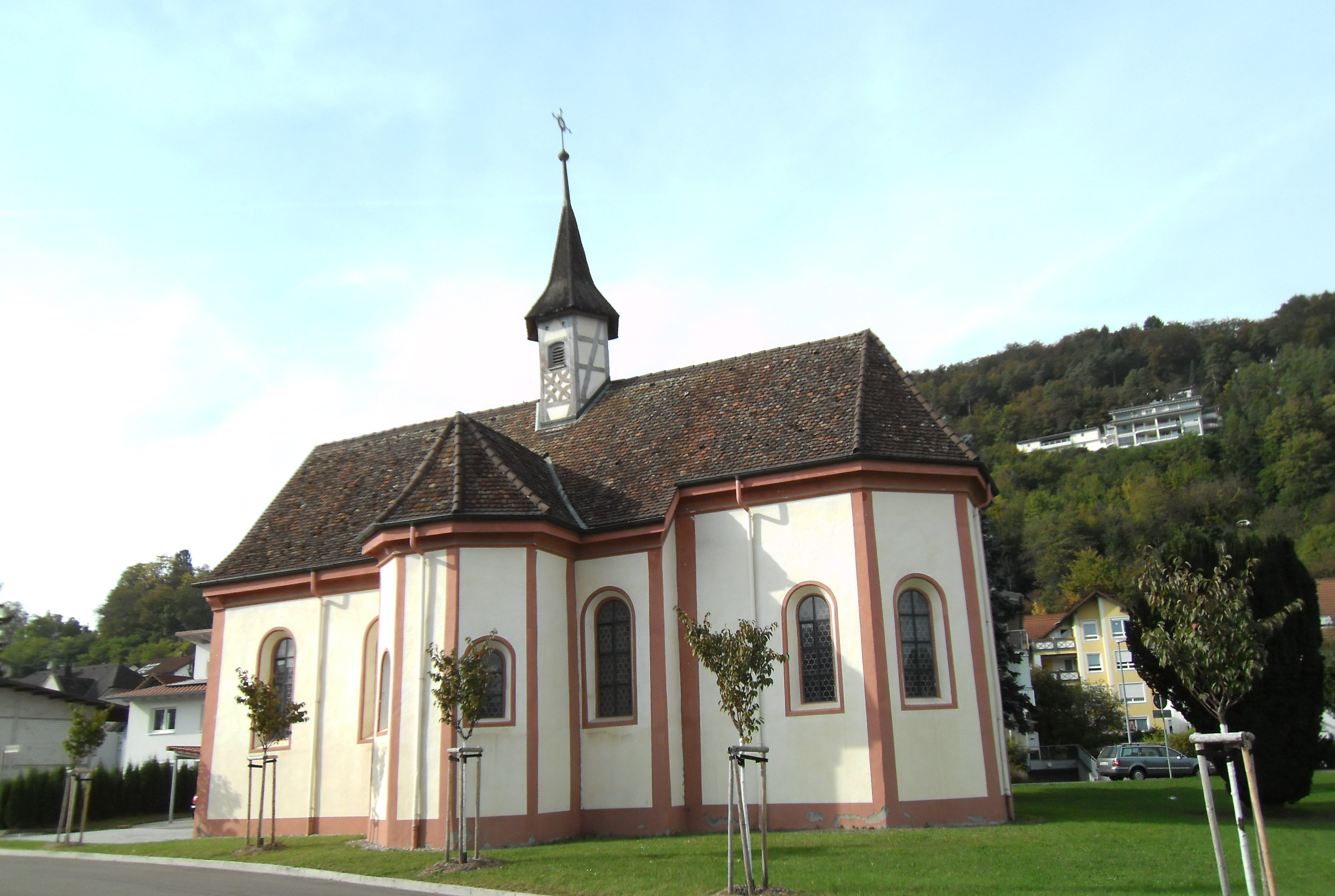
Heilig-Kreuz-Kapelle Tiengen, Südseite